# Romela Begaj
Romela Begaj, née le 2 novembre 1986 à Tirana, est une haltérophile albanaise. Elle concourt dans la catégorie des moins de 58 kg.

## Palmarès

### Haltérophilie aux Jeux olympiques
- 6e en moins de 58 kg en 2008 à Pékin

### Championnats du monde d'haltérophilie
- 8e en moins de 58 kg en 2011 à Paris

### Championnats d'Europe d'haltérophilie
- Médaille de bronze en moins de 58 kg en 2013 à Tirana
- Médaille d'argent en moins de 58 kg en 2012 à Antalya
- Médaille d'argent en moins de 58 kg en 2010 à Minsk
- Médaille de bronze en moins de 58 kg en 2009 à Bucarest
- Médaille d'argent en moins de 58 kg en 2008 à Lignano Sabbiadoro

### Jeux méditerranéens
- Médaille d'or en moins de 58 kg en 2009 à Pescara
- Médaille de bronze en moins de 58 kg en 2005 à Almería